# Aimé Vallet
Aimé Laurent Antoine Vallet, né le 2 mai 1887 à Auberives-sur-Varèze (Isère) et mort le 11 novembre 1918 à Boulogne (Seine), était un aviateur français de la Première Guerre mondiale.

## Distinctions
- Médaille militaire le 14 juillet 1913
- Croix de Guerre 1914-1918 avec une citation en janvier 1915 :

« Excellent pilote, hardi et plein d'entrain et de sang-froid. S'est distingué à plusieurs reprises dans des opérations de bombardement. A pris part, comme pilote, au bombardement des hangars à dirigeables, exécuté le 26 décembre par un groupe d'aviateurs. A eu son appareil atteint au cours de cette expédition, mais a réussi, grâce à son sang-froid et à son habileté, à revenir au centre d'aviation. »